# Психо
«Психо» (англ. Psycho) — американский психологический хоррор 1960 года, снятый режиссёром Альфредом Хичкоком по сценарию Джозефа Стефано, основанном на одноимённом романе Роберта Блоха. Главные роли в картине исполняют Энтони Перкинс, Джанет Ли, Вера Майлз, Джон Гэвин, Мартин Болсам и Джон Макинтайр.
В отличие от предыдущего фильма Хичкока, «К северу через северо-запад» (1959), «Психо» был снят с минимальным бюджетом и в чёрно-белом формате, а также при участии съёмочной группы сериала «Альфред Хичкок представляет». Изначально получив смешанные отзывы критиков и став предметом споров, фильм вскоре добился переоценки благодаря интересу зрителей и высоким кассовым сборам. Он получил четыре номинации на премию «Оскар», в том числе в категориях «Лучшая женская роль второго плана» (для Ли) и «Лучшая режиссура» (для Хичкока). Ныне «Психо» считается одним из лучших фильмов в карьере Хичкока, а также одним из лучших фильмов всех времён. Занимает первую строчку в списке 100 самых остросюжетных американских фильмов за 100 лет по версии AFI.
Уже после смерти Хичкока фильм получил ряд продолжений: три сиквела (снятые при участии Энтони Перкинса), телефильм-спин-офф, ремейк, а также сериал-приквел.

## Сюжет
Финикс, штат Аризона. Пятница, 11 декабря. Во время обеденного перерыва Мэрион Крэйн и её возлюбленный Сэм Лумис сняли комнату в отеле для свидания. Они обсуждают свои отношения и тот факт, что не могут пожениться из-за долгов Сэма. По окончании обеда Мэрион возвращается в риэлторский офис, где работает секретарём у Джорджа Лоуэри вот уже около 10 лет. К ним приходит богатый клиент Том Кэссиди и хочет купить дом для своей дочери, деньги (40 000 долларов) он приносит с собой в конверте. Джордж просит Мэрион сразу отвезти деньги в банк для перестраховки. После банка девушка отпрашивается у начальника домой из-за головной боли, и тот её отпускает.
У себя дома Мэрион собирает вещи, на кровати лежит конверт с деньгами, которые ей доверил начальник. Она не задумывала это преступление, похищение вышло спонтанно. Мэрион хочет уехать из города и начать новую жизнь со своим любовником.
Во время бегства, устав от стресса и ночного вождения автомобиля, Мэрион останавливается на обочине вздремнуть; её встречает проезжающий полицейский и замечает её подозрительное поведение. Он решает проследить за ней. Мэрион заезжает в салон подержанных автомобилей и просит машину в обмен на свою с доплатой. Продавец также замечает, что она слишком быстро на всё соглашается и даже не хочет торговаться по доплате в 700 долларов. Мэрион уезжает и решает свернуть с шоссе, чтобы провести ночь в уединённом мотеле, где полиция вряд ли найдёт её.
Она останавливается в «Мотеле Бэйтса», которым управляет Норман Бейтс — юноша, страдающий от гнёта своей горячо любимой, но деспотичной матери. В своей комнате Мэрион производит расчёты по расходам (в сумме она потратила около 800 долларов), но потом рвёт листок и бросает обрывки в унитаз. Деньги она заворачивает в газету, купленную в автосалоне, и кладёт на прикроватную тумбочку.
Норман испытывает влечение к Мэрион, но его мать категорически протестует против чувств своего сына. Она громко требует от Нормана отстраниться от девушки, голос матери из особняка слышит Мэрион. Однако Норман продолжает общение с Мэрион. В разговоре он сообщает ей, что его мать психически нездорова. Перед сном Мэрион решает принять душ. В ванную заходит женщина (её лицо скрыто в тени) и убивает Мэрион ножом. Норман прибегает в комнату Мэрион. Он шокирован увиденным, но всё же быстро и аккуратно уничтожает все улики. Тело, завёрнутое в занавеску из душа, чемодан (а с ним и газету с деньгами) он кладёт в багажник машины, а саму машину топит в болоте.
В это время по следам Мэрион направляется частный детектив Милтон Арбогаст и сестра Мэрион — Лайла. Они приходят к Сэму, надеясь застать девушку у него. Арбогаст отправляется на поиски по придорожным отелям и находит отель Бэйтсов. При разговоре с Норманом он заподозрил неладное и решает пробраться в особняк, позвонив при этом Лайле. В особняке на него нападает женщина с ножом (кадр со спины) и убивает детектива.
Лайла беспокоится об Арбогасте; она и Сэм решают разобраться во всём сами. Они направляются к местному помощнику шерифа и узнают, что мать Нормана умерла 10 лет назад (отравила своего любовника, а потом и себя).
Лайла и Сэм регистрируются в мотеле как женатая пара. Они исследуют номер, который снимала Мэрион, обнаруживают клочок бумаги в унитазе и отсутствие занавески в душе. Пока Сэм отвлекает Нормана, Лайла решает пойти в особняк, там она обнаруживает вполне обжитую комнату матери с платьями, косметикой и вмятинами на кровати. В потасовке Норман бьёт Сэма по голове и бежит в особняк. Лайла идёт в подвал и видит сидящую лицом к стене женщину. Когда она к ней подходит, то видит, что это мумия матери Нормана. В этот момент забегает Норман в наряде матери с ножом и набрасывается на Лайлу, однако Сэм вовремя поспевает и обезвреживает юношу.
Нормана Бейтса арестовывают, но психиатр, поговорив с ним, «а точнее с его матерью», рассказывает полицейским о том, что у Нормана раздвоение личности: 10 лет назад Норман приревновал мать к новому ухажёру и отравил их обоих, а после не смог расстаться с матерью, выкрал труп из гроба и стал вести с ним диалоги. Постепенно личность матери берёт над ним верх, особенно, когда появляются симпатичные девушки: мать ревнует их к нему и убивает их (так, до Мэрион было убито ещё две девушки). Нормана помещают в психиатрическую клинику.
Фильм заканчивается внутренним монологом Нормана, голосом его матери — сильной стороной его разделённой личности.

## Над фильмом работали
Актёрский состав:
| Энтони Перкинс                              | Норман Бейтс                                                                                      |
| Джанет Ли                                   | Мэрион Крэйн                                                                                      |
| Вера Майлз                                  | Лайла Крэйн                                                                                       |
| Джон Гэвин                                  | Сэм Лумис                                                                                         |
| Мартин Болсам                               | детектив Милтон Арбогаст                                                                          |
| Джон Макинтайр                              | помощник шерифа Эл Чемберс                                                                        |
| Саймон Окленд                               | доктор Фред Ричман                                                                                |
| Фрэнк Альбертсон                            | Том Кэссиди                                                                                       |
| Патриция Хичкок                             | Кэролайн                                                                                          |
| Вон Тейлор                                  | Джордж Лоури                                                                                      |
| Ларин Таттл                                 | миссис Чеймберс                                                                                   |
| Джон Андерсон                               | «Калифорнийский Чарли»                                                                            |
| Морт Миллз                                  | патрульный офицер полиции                                                                         |
| Флетчер Аллен                               | полицейский на стремянке                                                                          |
| Вирджиния Грегг, Пол Джасмин и Жанетт Нолан | поочерёдно озвучивают Норму Бейтс, однако не указаны в титрах. Грегг озвучивает финальный монолог |

Съёмочная группа:
| Роль                                  | Имя                            |
| ------------------------------------- | ------------------------------ |
| Режиссёр                              | Альфред Хичкок                 |
| Производство                          | Paramount Pictures             |
| Автор сценария                        | Джозеф Стефано                 |
| Оператор                              | Джон Л. Расселл                |
| Оператор-постановщик                  | Рекс Уимпи                     |
| Композитор                            | Бернард Херрманн               |
| Художники-постановщики                | Роберт Клэтворти, Джозеф Херли |
| Декоратор                             | Джордж Мило                    |
| Дизайнер по костюмам                  | Рита Ригз                      |
| Кастинг                               | Джери Хершоу                   |
| Художник раскадровки, дизайнер титров | Сол Басс                       |

## История создания

### Личность Эда Гина. Литературная основа
В основе фильма лежит история подлинного маньяка из штата Висконсин Эда Гина, которая неоднократно привлекала внимание литераторов и кинематографистов. Гин родился в округе города Ла-Кросс в штате Висконсин 27 августа 1906 года в семье Джорджа Филипа Гина и Августы Вильгельмины Лерке. У Эдварда был старший брат Генри Джордж Гин. Несмотря на то, что мать презирала своего мужа, который злоупотреблял алкоголем и не имел постоянной работы, она не расторгала брак из-за религиозных убеждений. Августа выросла в набожной лютеранской семье, члены которой были ярыми противниками всего, что связано с сексом, из-за чего она во всём видела лишь грязь, грех и похоть.
Альфред Хичкок купил у Роберта Блоха права на экранизацию его романа анонимно за 9 тысяч долларов.

### Съёмочный процесс
Затем Хичкок до премьеры скупил столько экземпляров романа, сколько смог найти, чтобы сохранить концовку фильма в тайне. Одна из причин, почему Хичкок решил снять фильм на чёрно-белую плёнку, — это решение не делать фильм слишком кровавым. Другой причиной была экономия. Помимо бюджетных соображений, режиссёр объяснял это Энтони Перкинсу, тем, что «…ему очень нравился фильм „Дьяволицы“. В качестве крови в фильме использовался шоколадный сироп.
Строительство особняка «под мотель Бейтса» обошлось в 15 тысяч долларов.
Перкинс согласился сниматься в фильме, даже не прочитав сценария. Он получил за роль гонорар в 40 тысяч долларов.
В знаменитой сцене убийства в душе пронзительный звук создаётся скрипками, по которым резко водят смычками. А звук ножа, впивающегося в плоть, — это звук ножа, втыкаемого в дыню. Сама же сцена снималась с 17 декабря по 23 декабря 1959 года, причём без участия Перкинса (он в этот момент уехал в Нью-Йорк). Сцена имела около 90 склеек при монтаже.
После смерти Мэрион в фильме крупно показаны её открытые глаза с суженными зрачками. Офтальмологи завалили Хичкока письмами, в которых указывали на эту ошибку — ведь зрачки человека после смерти расширяются. Врачи настоятельно советовали закапывать в глаза «умершей» актрисе белладонну, чтобы имитировать эффект мёртвого глаза. В следующих фильмах Хичкок неизменно следовал этому совету.
Камео Альфреда Хичкока в начале фильма (00:06:59) — он стоит в ковбойской шляпе у окон офиса Мэрион Крэйн.
Выходу «Психо» предшествовала продуманная рекламная кампания, ставшая легендарной в истории кино. Среди прочего ей предшествовали три рекламных трейлера, снятых 28, 29 января и 1 февраля 1960 года специалистом по спецэффектам Рексом Уимпи. Был создан рекламный постер, причём его дизайн был разработан не Солом Бассом, так как Хичкок решил, что его стиль должен отличаться от титров.

### Саундтрек
Весь саундтрек фильма исполняется исключительно на струнных музыкальных инструментах. Хичкок был настолько впечатлён музыкой Бернарда Херрманна, что удвоил гонорар композитора (гонорар Херрманна составил 34 501 доллар) — так режиссёр решил вознаградить его за потрясающую музыку. Позднее Хичкок скажет, что 33 % эффекта, который достигается при просмотре фильма, принадлежит музыке.

### Места съёмок
- 4270 Бульвар Ланкершим, Северный Голливуд, Лос-Анджелес, Калифорния (натурные съёмки)
- Бэклот, Студии Юнивёрсал — 100 Юнивёрсал Сити Плаза, Юнивёрсал Сити, Калифорния (студия)
- Фоллс Лэйк, Лос-Анджелес, Калифорния (съёмки болота)
- У Харри Майера — 611 бульв. Ланкершим, Северный Голливуд
- Лос-Анджелес, Калифорния
- Финикс, Аризона
- Маршрут 99 шоссе Фресно-Бэйкерсфилд, Калифорния
- Долина Сан-Фернандо, Лос-Анджелес

## Художественные особенности
Для ключевых сцен фильма характерен сверхкороткий монтаж крупных и сверхкрупных планов, что нашло отражение и в следующем фильме режиссёра — «Птицы». Такой приём позволяет лучше передать психоэмоциональное состояние жертвы нападения. По мнению российского киноведа Сергея Филиппова, подобные сцены во многом перекликаются со знаменитыми кадрами разгона демонстрации в картине «Броненосец Потёмкин» Сергея Эйзенштейна, причём такое сближение характерно не только для монтажа, но и для тематической общности этих двух классических фильмов. По наблюдению того же автора, различные кинематографические ухищрения, к которым прибегал Хичкок, позволяли глубже раскрыть основную тему его творчества: «беззащитность человека перед внешними силами и бессилие разума перед природой и собственным человеческим телом, что в теологической парадигме можно сформулировать как торжество материи над духом».

## Анализ
Толкователей Хичкока давно озадачивает проходящий через весь фильм мотив птиц, отчасти предвещающий образность его следующей ленты. В начале фильма город показан с высоты птичьего полёта, затем камера останавливается на флюгере в виде птицы, и всплывает название города — Финикс (что значит «феникс»). Имя главной героини — Крейн (что переводится как «журавль»); Норман прямо сравнивает её (как, впрочем, и мать) с птицей. Чучелами птиц и их изображениями заполнены комнаты мотеля Бейтса. Убийство в ванной сопровождается пронзительными звуками, похожими на крики потревоженных птиц, и напоминает нападение коршуна на беззащитную жертву.
По мнению фрейдиста Славоя Жижека, в хичкоковском мире птицы воплощают стремящееся к обладанию сыном, хищное материнское суперэго. В связи с этим он приводит наблюдение психолога Кристофера Лэша: «Бессознательные впечатления о матери настолько раздуты, настолько пропитаны агрессивными импульсами, а интенсивность её заботы настолько не соответствует потребностям ребёнка, что в его воображении мать часто предстаёт в образе хищной птицы».
Франсуа Трюффо в интервью с Хичкоком отметил, что повествовательная линия «Психо» выстроена таким образом, чтобы вести от проступков к преступлениям. За невинным адюльтером следует растрата, затем — двойное убийство, а его причиной оказываются психические отклонения главного героя.

## Критика
Британский киновед Робин Вуд охарактеризовал фильм «одной из ключевых работ нашего столетия», а режиссёр Питер Богданович, определил картину как «возможно, самый визуальный, наиболее кинематографичный фильм из всех, что когда-либо были созданы». Критик Питер Коуи назвал фильм «не только величайшим творением Хичкока, но и самым умным и волнующим фильмом ужасов, какой он когда-либо создал».
В СССР первую обстоятельную рецензию написал киновед Александр Александров, занимавший в 1962—1966 годах пост начальника иностранного отдела Госфильмофонда СССР. Она была опубликована в марте 1963 года в журнале «Искусство кино» и была сугубо отрицательной. В ней Александров приходит к выводу, что человек, поверивший в развлекательную работу Хичкока, утрачивает «чувство подлинного соотношения сил между нормальным и патологическим». Психопатологический случай главного героя фильма режиссёр «виртуозно раздувает до размеров общечеловеческой проблемы», что не может быть признано в качестве «безобидного» зрелища: «Ведь хочет Хичкок того или нет, фильм „Психо“ (именно в силу его талантливости) приводит к выводу, что человек — игрушка в руках тёмных, неодолимых сил, заложенных в нём самом. Развлекая, Хичкок на этот раз пугает зрителя не только тем, как он рассказывает, но и тем, что он рассказывает». Опасность такой картины Хичкока и его многочисленных подражателей заключается, по мнению советского критика, в том, что зритель получает по капле отравление медленно действующего яда: «Яда, убивающего в нём Человека».

### Награды и номинации
| Ассоциация                        | Год  | Категория                                                                                | Номинант(-ы)                                 | Результат |
| --------------------------------- | ---- | ---------------------------------------------------------------------------------------- | -------------------------------------------- | --------- |
| «Оскар»                           | 1961 | Лучшая режиссура                                                                         | Альфред Хичкок                               | Номинация |
| «Оскар»                           | 1961 | Лучшая женская роль второго плана                                                        | Джанет Ли                                    | Номинация |
| «Оскар»                           | 1961 | Лучшая операторская работа — чёрно-белый фильм                                           | Джон Л. Расселл                              | Номинация |
| «Оскар»                           | 1961 | Лучшая работа художника-постановщика — чёрно-белый фильм                                 | Джозеф Хёрли, Роберт Клэтворти, Джордж Майло | Номинация |
| «Золотой глобус»                  | 1961 | Лучшая женская роль второго плана — кинофильм                                            | Джанет Ли                                    | Победа    |
| «Бэмби»                           | 1961 | Лучший международный актёр                                                               | Энтони Перкинс                               | Номинация |
| Премия Гильдия режиссёров Америки | 1961 | Лучший режиссёр художественного фильма                                                   | Альфред Хичкок                               | Номинация |
| Премия Эдгара Аллана По           | 1961 | Лучший кинофильм                                                                         | Джозеф Стефано, Роберт Блох                  | Победа    |
| «Лорел»                           | 1961 | Лучшая драма                                                                             | «Психо»                                      | Номинация |
| «Лорел»                           | 1961 | Лучшая женская роль второго плана                                                        | Джанет Ли                                    | Номинация |
| Национальный реестр фильмов       | 1992 | н/д                                                                                      | «Психо»                                      | Включение |
| «Спутник»                         | 2005 | Лучшее DVD-издание классического фильма («Alfred Hitchcock: The Masterpiece Collection») | «Психо»                                      | Номинация |
| «Спутник»                         | 2008 | Лучшее DVD-издание классического фильма                                                  | «Психо»                                      | Номинация |
| «Сатурн»                          | 2009 | Лучшее DVD-издание классического фильма («Universal Legacy Series»)                      | «Психо»                                      | Победа    |
| «Сатурн»                          | 2011 | Лучшее DVD-издание классического фильма («50th Anniversary Edition»)                     | «Психо»                                      | Номинация |
| «Сатурн»                          | 2013 | Лучший DVD / Blu-ray-сборник («Alfred Hitchcock: The Masterpiece Collection»)            | «Психо»                                      | Номинация |
| Премия Гильдии сценаристов США    | 1961 | Лучший драматический сценарий                                                            | Джозеф Стефано                               | Номинация |

## Продолжения и ремейки
- В 1983, 1986 и 1990 годах были сняты фильмы «Психо 2», «Психо 3» и «Психо 4: Начало».
- В 1987 году Ричард Ротштайн снял телефильм «Мотель Бейтса», являющийся спин-оффом фильма «Психо».
- В 1998 году американский кинорежиссёр Гас Ван Сент снял ремейк фильма, реализованный в цвете и с другим составом актёров, однако задуманный именно как покадровая пересъёмка оригинала, имитирующая движения камеры и монтаж фильма Хичкока.
- В 2012 году Байрон Турк снял фильм «Добро пожаловать в мотель Бейтса». В небольшом городке Грэдивилл, штат Пенсильвания, есть мотель Бейтса. Это местечко — по сути ферма, на территории которой семейка Бейтсов создали самый страшный парк аттракционов на тему Хэллоуина в стране. Вероятно, в этом есть отдалённое частичное влияние третьей книги Роберта Блоха «Дом психопата» (1990).
- В 2013 году канал A&E начал показ сериала «Мотель Бейтсов», главные герои — мать и сын Норма и Норман Бейтсы. В главных ролях — Вера Фармига и Фредди Хаймор.

## В массовой культуре
Фильм «Психо» стал признанной киноклассикой, а его копия была помещена на хранение в Библиотеку Конгресса. Некоторые сцены из фильма стали своеобразными кинематографическими клише, множество раз повторённые, зачастую в пародийном контексте. В особенности такие сцены, как убийство в душе, появление Нормана Бейтса в женской одежде или сцена с трупом матери. 
В сериале «Королевы крика» (серия «Милая мамочка») была почти покадрово воссоздана сцена убийства Мэрион Крэйн. Режиссёры фильма сомневались в использовании этой сцены с Джейми Ли Кёртис, так как роль жертвы в оригинальном фильме сыграла Джанет Ли — её мать. Однако Кёртис сама охотно согласилась. После нападения её героиня говорит: «Я 50 раз смотрела этот фильм!»